# 기타노 소타
기타노 소타(일본어: 北野 颯太, 2004년 8월 13일~)는 일본의 축구 선수이다.

## 구단 경력
2022년 J1리그의 세레소 오사카에 입단하였다. 2025년 FC 레드불 잘츠부르크로 이적했다.

## 국가대표팀 경력
그는 2023년 FIFA U-20 월드컵에 참가할 일본 U-20 국가대표팀에 발탁되었으며, 3경기에 출전했다.